# Myal Pokhari
Myal Pokhari (en népalais : म्यालपोखरी) est un comité de développement villageois du Népal situé dans le district de Gulmi. Au recensement de 2011, il comptait 2 198 habitants.